# Europa atlantica
L'Europa atlantica è la regione geografica dell'Europa che confina con l'Oceano Atlantico. Il termine può anche avere una connotazione antropologica riferita all'idea di un'Europa atlantica come una singola entità culturale e/o biogeografica.
Comprende le isole britanniche (Regno Unito e Irlanda),l'Islanda, la Scandinavia occidentale, la Germania settentrionale, il Belgio, i Paesi Bassi, la Francia occidentale, la parte centrale e settentrionale del Portogallo e la porzione nord e sud-occidentale della Spagna.
Da un punto di vista climatico la regione è relativamente omogenea, con paesaggi simili e specie endemiche comuni. Da un punto di vista prettamente fisico la maggior parte della costa dell'Europa atlantica può essere considerata come una singola regione biogeografica.